# Sergiusz Kononkow
Sergiusz Kononkow (ur. w 1918 w Nowopietrowsku, zm. 18 września 1944 w Warszawie) – oficer, uczestnik II wojny światowej w szeregach Armii Czerwonej i Wojska Polskiego. Kawaler orderu Virtuti Militari.
Edukację zakończył, po uzyskaniu wykształcenia średniego. W 1937 roku rozpoczął służby w Armii Czerwonej, w trakcie której ukończył w 1939 roku szkołę oficerską w Omsku. Po ataku III Rzeszy na Związek Radziecki, walczył na froncie. 
W lutym 1944 roku został skierowany przez dowództwo ACz do armii polskiej utworzonej w ZSRR. Powierzono mu dowództwo batalionu w 9 Pułku Piechoty.  Wraz z 9 PP przeszedł szlak bojowy zakończony w Warszawie. W trakcie walk o Warszawę nawiązał kontakt z dowódcami AK i AL w celu współdziałania w walce z wojskami niemieckimi. Rano 18 września 1944 roku został ranny, a w godzinach popołudniowych tego samego dnia został zabity.

## Ordery i odznaczenia
- Virtuti Militari V klasy (pośmiertnie)[3]